# Robert Carrizey
 (août 2011).
Si vous disposez d'ouvrages ou d'articles de référence ou si vous connaissez des sites web de qualité traitant du thème abordé ici, merci de compléter l'article en donnant les références utiles à sa vérifiabilité et en les liant à la section « Notes et références ».
Robert Carrizey est un dessinateur humoristique français, né le 10 mars 1905 à Paris et décédé le 24 avril 1943 à Maringues.

## Biographie

### Débuts
Dès sa plus tendre enfance il est attiré par le dessin. Son père est relieur et sa mère infirmière en chef à l’hôpital de la Salpêtrière. Il a un frère qui fera toute sa carrière dans le commerce des fourrures.
Très tôt il doit interrompre ses études et commence alors dans la vie active comme clerc d’huissier. Suivront plusieurs emplois (chez un courtier en perles, bibliothécaire…). Il continue malgré tous les cours de dessin par correspondance ainsi que des cours à l’académie de la Grande Chaumière. Passionné et pratiquant de sports, il présente ses premiers dessins au journal L’Auto qui est le premier à le publier. Il se consacre alors entièrement au dessin humoristique. En 1925, les journaux Pèle Mèle et Le Journal amusant (poursuite de Journal pour rire) le publient régulièrement.
Entre 1925 et 1928, il effectue son service militaire. Il commence dans un régiment disciplinaire en Rhénanie, où il est affecté de façon injustifiée[réf. nécessaire]. La vie militaire lui inspire de nombreux commentaires qu’il consigne dans un cahier et qu’il illustre de croquis. Il sera ensuite muté à Paris; de nouveau en contact avec les journaux susceptibles de le publier.

### Carrière
Il devient un illustrateur vedette du nouveau journal Ric et Rac, dirigé par Jean Fayard qui voit en lui un humoriste de grande classe et de grand avenir. Il est également publié par le journal hebdomadaire La Vie parisienne, Le Pêle-Mêle et Le Rire.
En 1928 toujours, il épouse Simone, qu’il connait depuis l’enfance passée dans le quartier du Jardin des Plantes de Paris. Elle le pousse à abandonner le violon, qu’il jouait depuis des années, pour se consacrer uniquement au dessin humoristique de presse. Le Journal fait appel à lui et il retrouve Albert Dubout, seul jeune avec lui dans cette académie d’humoristes chevronnés (Abel Faivre, Albert Guillaume, Marcel Capy…). En 1932 naît sa fille Monique.
En 1939, Pierre Dac lui demande de collaborer à L’Os à moelle.

### Seconde Guerre mondiale
La Seconde Guerre mondiale est déclarée et il est affecté aux « substances » et chargé du ravitaillement des troupes dans la région de Sézanne. En 1940, c’est la débâcle et l’armée se replie vers le sud. Il retrouve sa femme et sa fille en Auvergne. Démobilisé, il s’installe à Maringues avec sa famille, puis à Royat pour être au plus près des journaux Ric et Rac et Candide (Clermont Ferrand). Il y retrouve Max Favalelli avec qui il a l’idée d’organiser les "Salons des Humoristes" sous l’égide des deux hebdomadaires (Ric et Rac et Candide). Raymond Peynet et de nombreux dessinateurs les rejoignent. Ces salons ont lieu dans les grandes villes de la France libre et connaissent un grand succès. Ils apportent l’humour et la dérision nécessaires dans cette période difficile que traversent les français.
En 1941, des foulards sont imprimés avec des dessins de Carrizey, Dubout, Peynet et Effel. Robert Carrizey se déplace énormément à travers la France pour l’organisation des salons tout en continuant de fournir ses dessins à Ric et Rac et de mûrir le projet d’illustration des Ronds-de-Cuir de Courteline, qu’il n’aura pas le temps d’exécuter.

### Décès et honneurs
Il meurt le 24 avril 1943 à Maringues à 38 ans, après un mois et demi de maladie due aux conditions difficiles de la guerre. 
Fin septembre 1943 les Editions du Livre (6, avenue Saint-Charles à Monte-Carlo) publièrent en son hommage un album de ses dessins humoristiques les plus connus, reproduits en couleurs (9 dans un exemplaire trouvé dans l'Allier en mai 2025 - arch. pers.) et en noir et blanc (39 - idem.). Ce troisième volume de la collection "Les grands humoristes" est préfacé par Pierre Mac Orlan : or un des dessins de Carrizey met en scène un guichet de chemin de fer surmonté du panneau Les Goujons sur Morin : probable clin d'oeil amical à son ami qui séjourna à Saint-Cyr-sur-Morin, petite commune seine-et-marnaise où il fut inhumé avec son épouse.
En 1949 le journal Ici Paris crée le prix Carrizey qui récompense le meilleur dessinateur humoristique de l’année (doté de 50 000 francs de l’époque). Barberousse fut le premier primé en 1949. Suivront entre autres : Chaval, Sempé, Tetsu, Vals… Ce prix a maintenant disparu (avant 1960).
En 1953 se tient une exposition rétrospective des dessins de Robert Carrizey à Paris.[précision nécessaire]
En 1972 La Monnaie de Paris frappe une médaille à son effigie.

## Parution dans
- L’Auto
- Pèle Mêle
- Le Journal amusant
- Ric et Rac
- Candide
- Le Rire
- Fantasio
- Ici Paris
- La Jeunesse illustrée
- Minerve
- Tour à tour
- Compagnons
- Marche (le magazine de la France non occupée)
- L’Aurore
- Le Frou-frou
- Voilà
- La Vie parisienne
- Ridendo